# Beth Israel Synagogue (Aruba)
Koordinaten: 12° 30′ 46,7″ N, 70° 1′ 49″ W

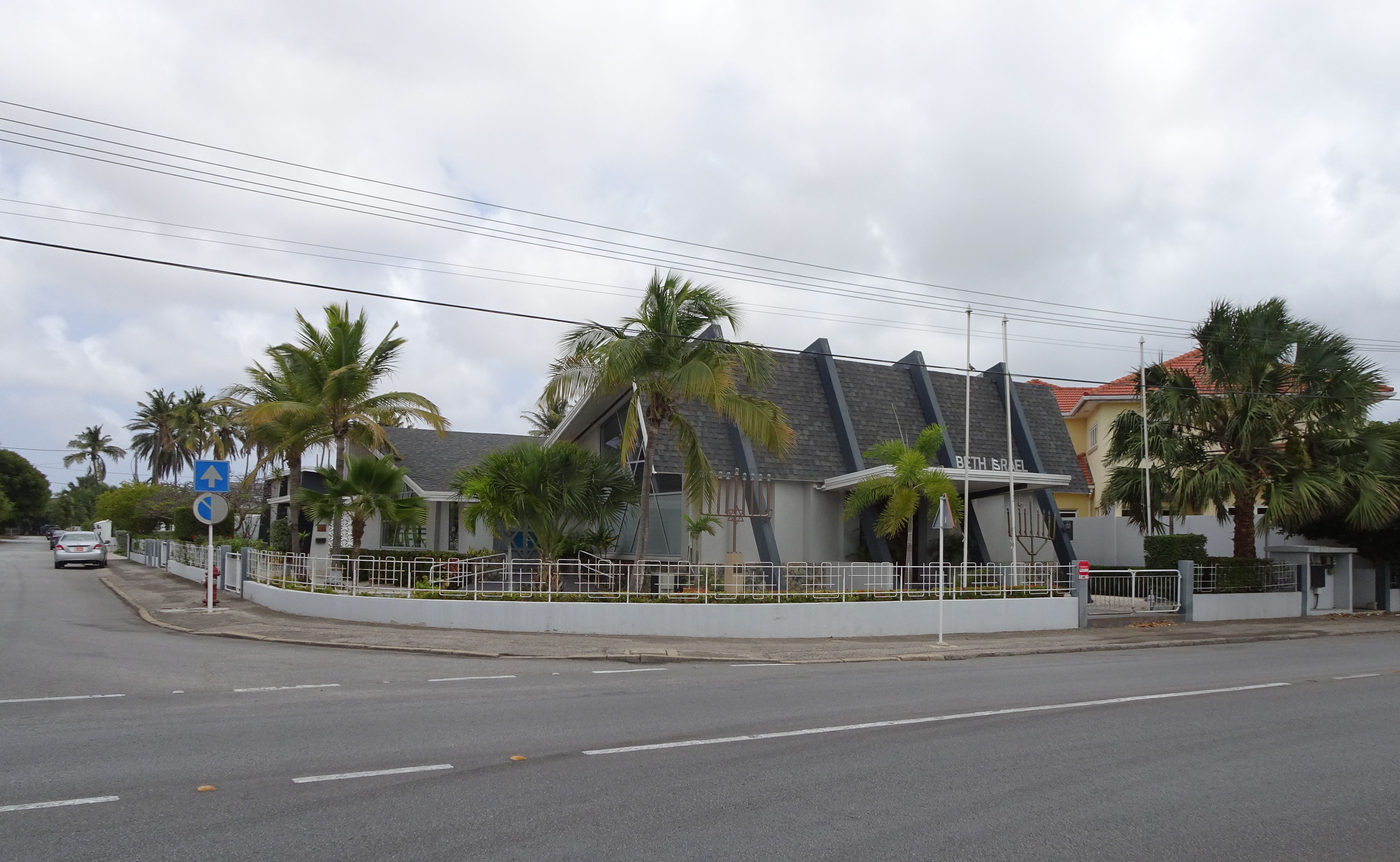
Beth Israel

Die Beth Israel Synagoge auf der Insel Aruba ist ein modernes, einstöckiges Gebäude, das mit Palmen umgeben und durch ein hüfthohes Eisengitter eingezäunt ist. Sie befindet sich in Küstennähe in der Hauptstadt Oranjestad.

## Jüdische Geschichte Arubas
Seit Mitte des 16. Jahrhunderts leben Juden auf der Insel, die seit 1986 gleichberechtigter Teil des Königreiches der Niederlande ist. Der erste bekannte jüdische Einwohner war Moses Salomon Levie Maduro (1709–1754), ein Mitglied einer in Curaçao ansässigen wohlhabenden portugiesisch-jüdischen Kaufmannsfamilie, der sich mit königlicher Erlaubnis auf der Insel ansiedelte und 1754 auf Aruba verstarb. Im Jahre 1867 waren 23 Personen in der jüdischen Gemeinde registriert. Im Vergleich zu den Juden auf der Nachbarinsel Curaçao haben die Aruba-Juden zahlenmäßig keine Bedeutung an der gesamten Einwohnerzahl der Insel. Heute leben rund 85 Juden auf Aruba.
1962 konnten die Gemeindemitglieder ihre Torarollen feierlich in eine eigene Synagoge überführen. Heute leitet die Gemeinde Rabbi Daniel Kripper, der drei Jahre in Jerusalem tätig war, wo er postgraduale Studiengänge an der Hebräischen Universität in Jerusalem unterrichtete. Neben der Synagoge befindet sich der Judaica Shop, wo ein vielfältiges Angebot jüdischer Textilien, Ritualgegenstände, Geschenkartikel, von Karten und Büchern angeboten wird. Israel unterhält diplomatische Beziehungen zu Aruba und wird auf der Insel durch den Botschafter in Caracas vertreten.

## Jüdischer Friedhof
Es gibt einen alten jüdischen Friedhof in Oranjestad. Die Grabsteine sind der einzige Hinweis auf jüdische Präsenz auf der Insel in den vergangenen Jahrhunderten. Der älteste Grabstein datiert aus dem Jahre 1563.